# Gewalthaufen

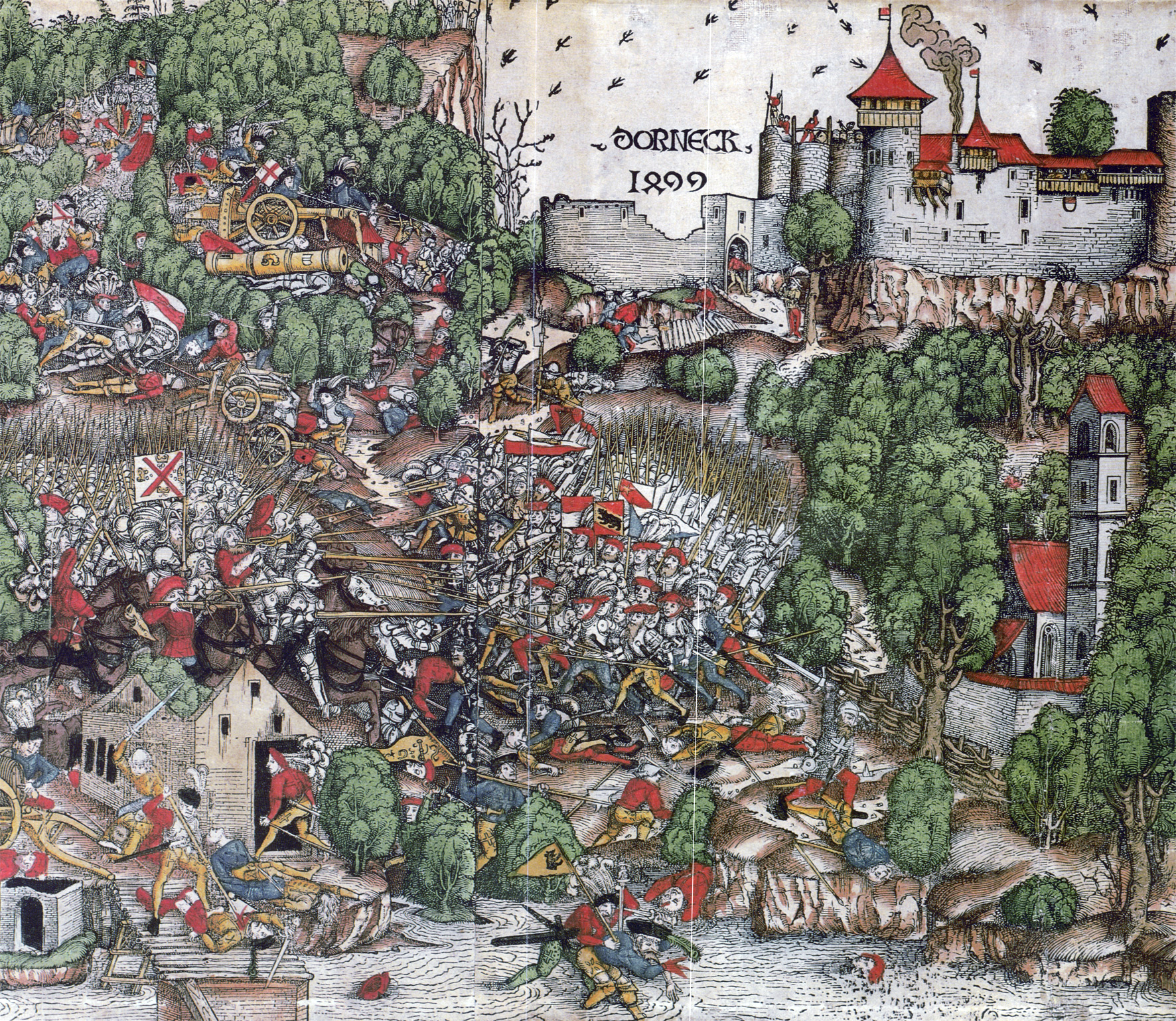
Der eidgenössische Gewalthaufen in der Schlacht bei Dornach

Ein Gewalthaufen bezeichnet die Hauptformation des Gevierthaufens, der vom Mittelalter bis in die frühe Neuzeit in Europa effizientesten und allgemein verbreiteten massiven Schlachtordnung. Weitere Bestandteile des Gevierthaufens waren die Vorhut und die Nachhut.
Der Begriff wird zunächst vor allem auf die Formationen der Schweizer Eidgenossen während ihrer Kriege gegen Habsburg und Burgund im Spätmittelalter angewendet, und zwar in erster Linie ab der Mitte des 15. Jahrhunderts, als sie Pikeniere in ihrem Bauernheer einführten. Diese bildeten einen schützenden Rahmen um die restlichen Nahkämpfer mit ihren Hellebarden und anderen Waffen. Sie sollten die Lanzenangriffe der Ritter abwehren und gegnerische Infanterie mithilfe der überlegenen Reichweite ihrer Piken überwältigen. Anschließend sollten die anderen zwischen den Reihen nach vorne stürmen und den Feind vernichten. Die mit Feuerwaffen ausgerüsteten Krieger kämpften außerhalb der Formation als Tirailleure. Meist bildeten die Schweizer drei Haufen: Vorhut, Gewalthaufen als Hauptmacht und Nachhut.
Die deutschen Landsknechte übernahmen um 1500 als erste diese Taktik. Bei ihnen war die Formation aber tiefer und umfasste jetzt mehr Pikeniere als andere Nahkämpfer. Allerdings blieben vorerst eine große Anzahl von Hellebardieren sowie eine kleine Elite von Zweihandschwertkämpfern erhalten. Außerdem war der Haufen „geschichtet“, d. h., er unterteilte sich in flache, manchmal nur sechs Glieder tiefe Formationen, welche mit etwas Abstand hintereinander gestellt wurden. Jede hatte vorne und an den Flanken, die hinterste auch hinten, Pikeniere; hinten (oder in der Mitte) standen die anderen. So konnte der Haufen auch dann noch effektiv eingesetzt werden, wenn die vordersten Reihen der Pikeniere durchbrochen waren. Vor allem in Spanien wurden häufig Rondartschiere statt anderer Nahkämpfer eingesetzt. Diese trugen runde, gewölbte Schilde (Tartschen) aus massivem Stahl, an denen Arkebusenkugeln, welche aus über 100 m Entfernung abgefeuert wurden, abprallen sollten. Mit diesen konnten sie die Pikeniere bei Beschuss schützen. Nach dem Zusammenprall mit dem Gegner übernahmen sie die Rolle der Hellebardiere, ihre Waffe war der Degen.
Vor der Mitte des 16. Jahrhunderts entwickelte sich in Spanien das Tercio, welches vorbildhaft werden sollte: Die Pikeniere standen jetzt wieder weniger tief, also in etwa quadratisch. Die Schichtung wurde zusammen mit den übrigen Nahkämpfern abgeschafft. Die Kommandeure, Fahnenträger und Musiker, die bisher zwischen diesen standen, wurden jetzt in einem Hohlraum im Innern des Haufens aufgestellt. An den Flanken oder überhaupt drumherum wurden Schützen mit Arkebusen aufgestellt, die im Kontermarsch feuerten. An den Ecken wurden erstmals Musketiere aufgestellt. Diese wurden immer zahlreicher, ab etwa 1600 begannen sie, die bereits zurückgegangenen Arkebusiere endgültig zu verdrängen. Im späten 16. Jahrhundert wurden mehrere Tercios in einer Treffentaktik nach dem Muster 1-2-1 oder 2-3-2 zur spanischen Brigade aufgestellt.
Außerdem gab es Aufstellungen, bei denen der Hohlraum größer war, so dass sich die (flacher aufgestellten) Arkebusiere dorthin zurückziehen konnten. Um dabei die Ordnung der Pikeniere nicht zu stören, wurden diese bald in mehrere Segmente eingeteilt, sodass sich die Formation „öffnen“ konnte. Diese Taktik wurde in den Türkenkriegen angewandt, um die Schützen vor der leichten, flexiblen Kavallerie der Osmanen und ihrer Verbündeten zu schützen.
In der zweiten Phase des Achtzigjährigen Krieges ab 1621 wurden die gefürchteten spanischen Tercios von den aufständischen Niederländern, die – zahlenmäßig unterlegen – die Vorteile ihrer viel stärker gegliederten Treffentaktik ausnutzen konnten, immer häufiger in Bedrängnis gebracht oder besiegt. Die Schlacht bei Rocroi am 19. Mai 1643, die in einer verheerenden Niederlage der Spanier gegen Frankreich endete, markiert das Ende dieser taktischen Formation, die sich als überholt erwies. Trotzdem wurden Schlachthaufen nach Vorbild des Tercio in den katholischen Armeen bis weit über den Dreißigjährigen Krieg hinaus eingesetzt, allerdings zunehmend ergänzt oder ersetzt durch die moderneren Regimenter.